# Chālid-ibn-al-Walīd-Moschee

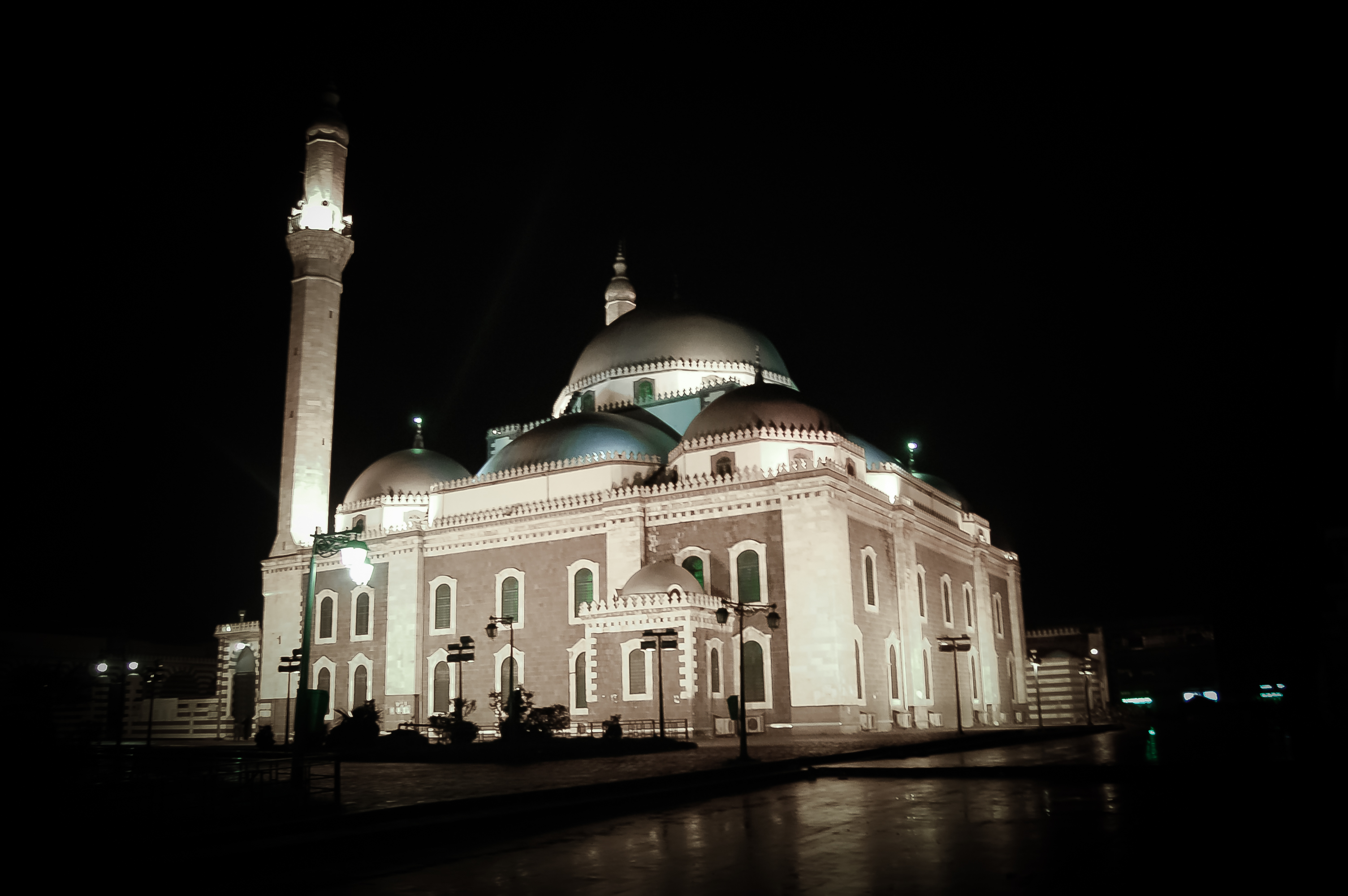
Die Chalid-Moschee (2005)

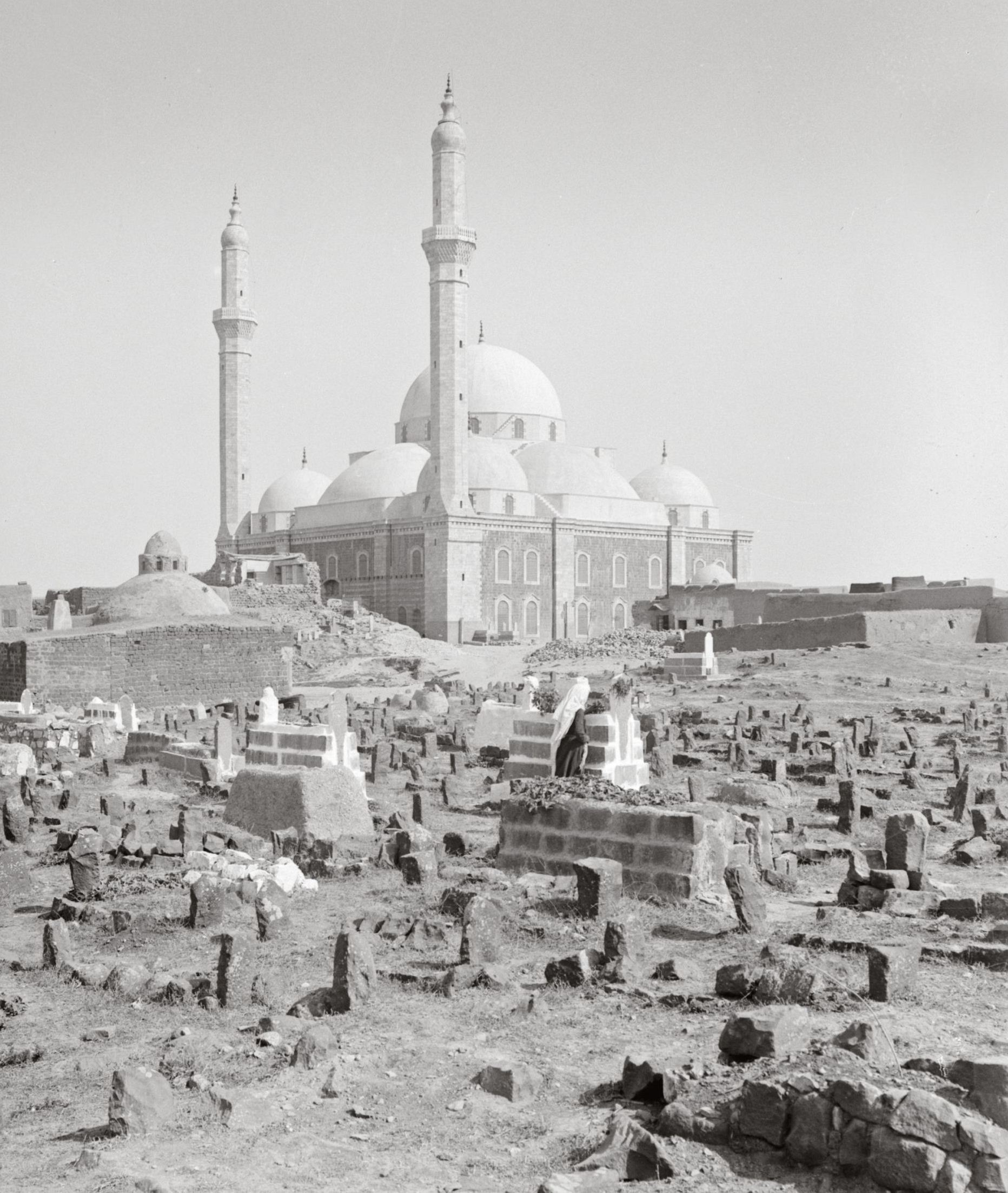
Die Moschee in osmanischer Zeit um 1910

Die Chalid-ibn-al-Walid-Moschee (türkisch Halid bin Velid Camii, arabisch مسجد خالد ابن الوليد Masdschid Chalid ibn al-Walid) ist eine osmanische Moschee im asch-Schuhada-Viertel der syrischen Stadt Homs. Sie enthält das Mausoleum des Chālid ibn al-Walīd, der mit der Schlacht am Jarmuk im Jahre 636 die Arabische Eroberung der Levante einleitete.

## Geschichte
Muslimischen Autoren zufolge wurde bereits im 7. Jahrhundert eine Moschee um die Grabstätte des Chalid ibn al-Walid errichtet. Das heutige Mausoleum stammt aus dem 11. Jahrhundert. In der Zeit des Mameluckensultans Baibars I. wurde 1265 erneut eine Moschee um das Mausoleum errichtet, welches 1291 von seinem späteren Nachfolger al-Aschraf Chalil restauriert wurde. Der örtlichen Legendenbildung zufolge soll Tamerlan bei seinen Raubzügen in Syrien der Stadt Homs wegen des Prophetengenossen Chalid ibn al-Walid die Zerstörung erspart haben. Während der osmanischen Zeit erhielt die Dandan-Familie vom Stamm der Bani Chalid im 17. und 18. Jahrhundert Geldeinkünfte über die Moschee und das Mausoleum. Ihre angebliche Abstammung von Chalid ibn al-Walid wurde bereits in der Mameluckenzeit vom Gelehrten al-Qalqaschandī angezweifelt.
Die heutige Moschee stammt aus dem 20. Jahrhundert, wenn auch einige Quellen das 19. Jahrhundert angeben. Nâzim Hüseyin Pascha, von 1895 bis 1909 der osmanische Gouverneur des Vilâyets Syrien in der Zeit des Sultans Abdülhamid II., ordnete den Abriss der mameluckischen Moschee und die Errichtung einer neuen Moschee an. Unter dem Architekten Abdallah Ulsun wurde sie 1912 vollendet. Gemäß David Nicolle war die Errichtung der imposanten Moschee ein Versuch der Osmanen, die Treue der zunehmend aufsässig werdenden arabischen Einwohner Syriens zu sichern. In den späteren Jahren musste der Friedhof um die Moschee zugunsten eines Parks an der Hama-Straße weichen.
Während des syrischen Bürgerkriegs galt die Chalid-ibn-al-Walid-Moschee als Symbol der Rebellenbewegung gegen die Regierung von Baschar al-Assad. Das Mausoleum von Chalid wurde bei Bombenangriffen der Regierung beschädigt, Teile der Moschee verbrannt und die Tür zum Mausoleum zerstört.

## Baustruktur
Die im türkischen Stil errichtete Chalid-ibn-al-Walid-Moschee hat einen großen Hof, dessen Wände aus abwechselnd hellem und dunklen Gestein (Ablaq) bestehen. Die zwei Minarette sind groß, bestehen wie die Fensterrahmen der Moschee aus Kalkstein und haben schmale Scheref (Balkone). Sie sind an der nordwestlichen und nordöstlichen Ecke der Moschee angelegt und sind ein typisches Beispiel der Islamischen Architektur an der Levante. Die zentrale Kuppel erhielt später eine glatte Metallschicht, welche das Sonnenlicht reflektieren soll. Sie wird von vier großen Säulen im mameluckischen Ablaq-Stil gestützt. Um die große Kuppel sind neun kleinere Kuppeln angeordnet.
Den größten Teil des Inneren nimmt die Gebetshalle ein, dessen Wände aus dem in Homs reichlich vorkommenden Basalt errichtet wurden. In einer Ecke befindet sich das Mausoleum des Chalid, das aus einer verzierten Kuppel und Abbildungen seiner „50 siegreichen Schlachten“ besteht. Sein Körper wurde in einem Holzsarkophag mit kufischen Koraninschriften aufbewahrt. Bei Renovierungen wurde der Sarkophag in das Nationalmuseum in Damaskus verlegt.